# Café Domínguez
El Café Domínguez o Bar Domínguez de la ciudad de Buenos Aires estaba instalado en Avenida Corrientes 925 y en 1917 se trasladó al local del n° 1537 de la misma calle, junto al Café Iglesias y enfrente del Teatro Nuevo, que estaba donde años después se construyó el Teatro General San Martín..

## Historia
Fue el primer café de Buenos Aires que permanecía abierto las 24 horas del día y uno de los primeros que instaló una máquina Express que importó la firma La Cosechera S.A., imponiendo su marca como  sinónimo de café pues desde entonces los camareros pasaban en el mostrador el pedido de "¡marche un express!".
Cuenta Francisco Canaro en sus Memorias que el bar era propiedad de los hermanos Domínguez que en 1917, cuando se trasladaron al nuevo local de Corrientes 1532, contrataron a Graciano De Leone para que actuara en el mismo. Otros importantes artistas que pasaron por allí animando las veladas con sus conjuntos fueron Francisco Canaro, Juan Noli, Roberto Firpo y Juan Maglio (Pacho).
En su salón se estrenaron dos tangos de grandes valores musicales: Tierra negra – música de Juan Noli y Graciano De Leone y letra de Francisco Bastardi y Un lamento, también de De Leone, con letra de Pedro Numa Córdoba. Rodolfo Biagi hizo su debut en la orquesta de Juan Carlos Cobián en 1920, junto con el violinista Elvino Vardaro en el café Nacional y posteriormente en el Café Domínguez.
Eugenio Nóbile debutó en el género del tango cuando lo contrató Augusto P. Berto para  su orquesta y con ella tocó en el Café Domínguez.
Entre 1918 y 1919 Francisco Pracánico llegó a Buenos Aires desde su San Fernando  natal para debutar profesionalmente con Berto en el Café Domínguez.
En 1921 Paquita Bernardo fue contratada por $ 600.- mensuales, que en ese momento era una suma importante, para actuar en el bar "Domínguez" con un sexteto denominado "Orquesta Paquita" que además de ella integraban los jóvenes Osvaldo Pugliese al piano, Alcides Palavecino y Elvino Vardaro en violines, Miguel Loduca en flauta y su hermano Arturo Bernardo en batería. Allí estaba Paquita, cara redonda, ojos oscuros, larga melena con rulos, blusa blanca, falda negra, sentada sosteniendo el bandoneón sobre sus rodillas, con los pies apoyados en un almohadón recamado, y el público acudía a verla y escucharla en tal cantidad que la policía debía desviar el tránsito de la calle Corrientes que, en esa época, era angosta.
Celedonio Flores lo inmortalizó en su poema Tristezas ("Cuando pasa el organito", página 81, Editorial Freeland, Buenos Aires, 1965). Karina Donángelo.
Corrientes,
la amable, la calle Corrientes
de los sueños locos, los sueños ardientes
pintoresca calle, noctámbula ideal
del viejo Montmartre, del Café Domínguez
y el rante Pigall...
Enrique Cadícamo le cantó en 1918 en un poema homónimo:
Bar Domínguez
de la vieja calle Corrientes que ya no queda...
De cuando era angosta y la gente
se mandaba el saludo
de vereda a vereda.
Ángel D’Agostino compuso el tango Café Dominguez en homenaje al mismo.